# Syndroom van Gitelman
Het syndroom van Gitelman is een zeldzame erfelijke stofwisselingsziekte, aanverwant aan het syndroom van Bartter, die wordt gekenmerkt door een tekort aan kalium, magnesium in het bloed en een te laag calcium gehalte in de urine, veroorzaakt door een stoornis in de nieren. Er kunnen perioden met spierzwakte, spierkrampen, buikpijn, braken, koorts, veel plassen en drinken en gevoel van algehele malaise voorkomen.

## Oorzaak
Het syndroom van Gitelman is een autosomaal recessief erfelijke aandoening, veroorzaakt door twee mutaties in het SLC12A-gen, gelegen op chromosoom 16. De mutaties worden doorgegeven van ouder op kind. Wanneer een kind van beide ouders tegelijk het afwijkende gen erft voor het syndroom van Gitelman, dan is er een kans van 50% dat de ziekte zich ook daadwerkelijk bij dat kind ontwikkelt. Hoewel zeer zeldzaam, bestaat de kans ook dat het afwijkende gen slechts door één ouder wordt doorgegeven en dat het kind zelf vervolgens hetzelfde afwijkende gen voor het syndroom van Gitelman ontwikkelt, met kans op ontstaan van het syndroom tot gevolg.
Door de mutaties in het SLC12A-gen ontstaat bij patiënten met het syndroom van Gitelman een defect in het transporteiwit voor magnesium en natrium en worden er onvoldoende magnesium en natrium teruggehaald uit de nieren. Het gevolg is een tekort aan magnesium en kalium in het bloed.

## Symptomen
Het syndroom van Gitelman kan lange tijd zonder specifieke symptomen verlopen. Vaak echter treden na verloop van tijd diverse lichamelijke ongemakken op. Door het tekort aan magnesium in het bloed kunnen spierkrampen en neurologische geleidingsstoornissen optreden. Het verhoogde calciumgehalte in het bloed kan tot verkalking en vorming van orgaanstenen leiden. Verder kunnen abnormale vermoeidheid, hartritmestoornis, beven, spierspasmen en chronische huidontsteking voorkomen.

## Behandeling
Het syndroom van Gitelman wordt veelal op jonge leeftijd gediagnosticeerd, door middel van DNA-onderzoek. Het is een vrij zeldzame aandoening en milder dan het aanverwante syndroom van Bartter. Het syndroom van Gitelman leidt niet tot verlies van de nierfunctie en heeft, ondanks de aanwezige lichamelijke ongemakken, zelden ernstige lichamelijke gevolgen wanneer tijdig herkend. De behandeling richt zich dan ook vooral op symptoombestrijding, onder anderen door het toedienen van kaliumpreparaten. Wanneer het syndroom van Gitelman zonder behandeling blijft, of wanneer de patiënt door bijvoorbeeld braken of diarree de medicijnen en kaliumpreparaten niet binnen kan houden, kunnen de symptomen wel ernstiger worden en kan ziekenhuisopname noodzakelijk zijn.